# Megyei fegyház (Monmouth)
A megyei fegyház (angolul: The County Gaol) a walesi Monmouth egyik műemlék épülete. Az erődített épület Monmouthshire megyei börtöneként szolgált. Az 1850-es évekig mintegy 3000 bűnözőt végeztek ki itt. A fegyházhoz eredetileg egy kápolna, orvosi rendelő, lakóhelyiségek és egy  taposómalom is tartozott. Az intézményt 1869-ben zárták be. 1884-ben az épületegyüttest lebontották, mindössze a kapuház maradt fenn, ami II. kategóriás brit műemléknek (British Listed Building) számít. A kapuházban egy üvegfestményen az eredeti épület van megörökítve. A kapuház egyike a monmouthi örökség tanösvény huszonnégy állomásának.

## Története
A fegyházat William Blackburn tervezte, John Howard börtön-reformer és filantróp elvei szerint. 1788 és 1790 között épült fel. Első kormányzója James Baker volt. Feladatát évi 100 fontért látta el. A fegyházat körülbelül 5000 fontért építették fel, egy Henry Somersettől, Beaufort ötödik hercegétől vásárolt telken. Az épület helyi építőanyagból, a redbrooki fejtőből származó kőből épült fel. Megépítéséhez közel 18 000 tonna követ használtak fel. Az egykori fegyház méreteiről egy 19. századi rajz tanúskodik. Ezen jól látható a ma is álló kapuház és ehhez viszonyítva teljes kép alkotható magának a fegyháznak a méreteiről is. A korabeli leírások szerint „inkább hasonlított egy várra, mint egy fegyházra”. Külső falai magasabbak voltak, sarkainál kör alaprajzú bástyák álltak. Ugyancsak a korabeli leírásokból ismert, hogy „összességében véve tágas volt, jól szellőzött cellákkal és a szabályoknak megfelelően különös figyelmet szenteltek a foglyok higiéniájának és moráljának fenntartására.” A tartozások miatt bezárt emberek például ágyra, lepedőre és pokrócra is számíthattak. Egy monmouthi úriembernek köszönhetően, aki száz fontot adományozott e célra, a foglyok évente négy alkalommal, hat penny értékben cipókat is kaptak.

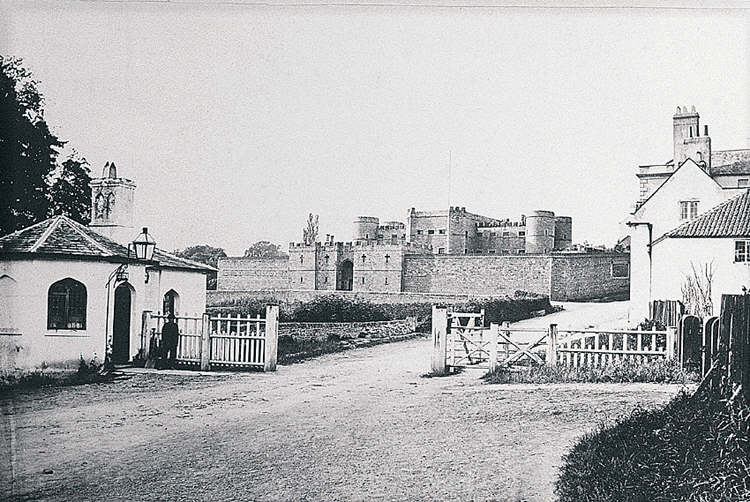
19. századi rajz az egykori fegyházról, amelynek a kapuháza ma is áll

Ebben a fegyházban raboskodtak a chartista vezetők (John Frost, Zephaniah Williams és William Jones) miután 1840. január 16-án hazaárulás vádjával elítélték őket. Halálos ítéletüket végül a miniszterelnök, Lord Melbourne tasmaniai száműzetésre változtatta. Abban az időben a kivégzéseket a kapuház lapos tetején tartották. Az utolsó nyilvános kivégzésre 1859. szeptember 23-án került sor: a feleségét meggyilkoló Matthew Francist akasztották fel. Egy korabeli illusztrációból kitűnik, hogy a kapuház tetején várszerűen, lőrésekkel tagolt könyöklőfal futott körbe. A mai háztető 1869-ből származik, amikor lakóháznak alakították át.
Miután a fegyházat 1869-ben bezárták, a rabokat az uski új börtönbe szállították át. A fő épületeket 1884-ben bontották le. Köveiből épült fel a monmouthi Rock Crescent (ma Monkswell Road), de anyagát felhasználták a sharpnessi kikötő építésekor is. A telek egy részén épült fel 1902 és 1903-között a városi kórház. Ma mindössze a régi vöröshomokkőből épült kapuház áll, amelyet a fegyház bezárása után lakóháznak alakítottak át. 1974. augusztus 15-én a kapuházat II. kategóriás brit műemléknek (British Listed Building) nyilvánították.

## Fordítás
- Ez a szócikk részben vagy egészben  a   Monmouth County Gaol című angol Wikipédia-szócikk ezen változatának fordításán alapul.  Az eredeti cikk szerkesztőit annak laptörténete sorolja fel. Ez a jelzés csupán a megfogalmazás eredetét és a szerzői jogokat jelzi, nem szolgál a cikkben szereplő információk forrásmegjelöléseként.